# Erlöserkirche (Mirbach)

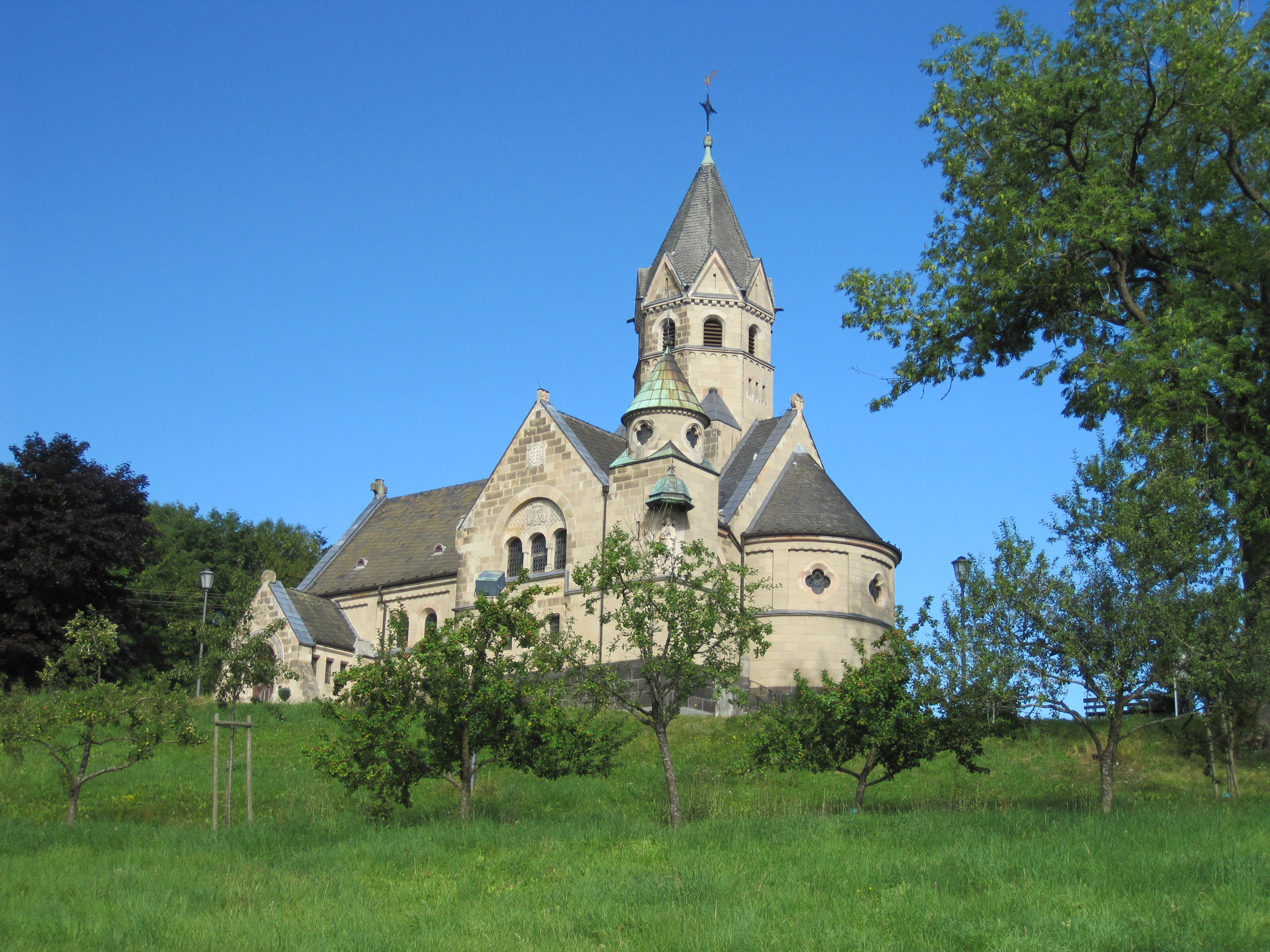
Erlöserkirche zu Mirbach/Eifel, Südseite

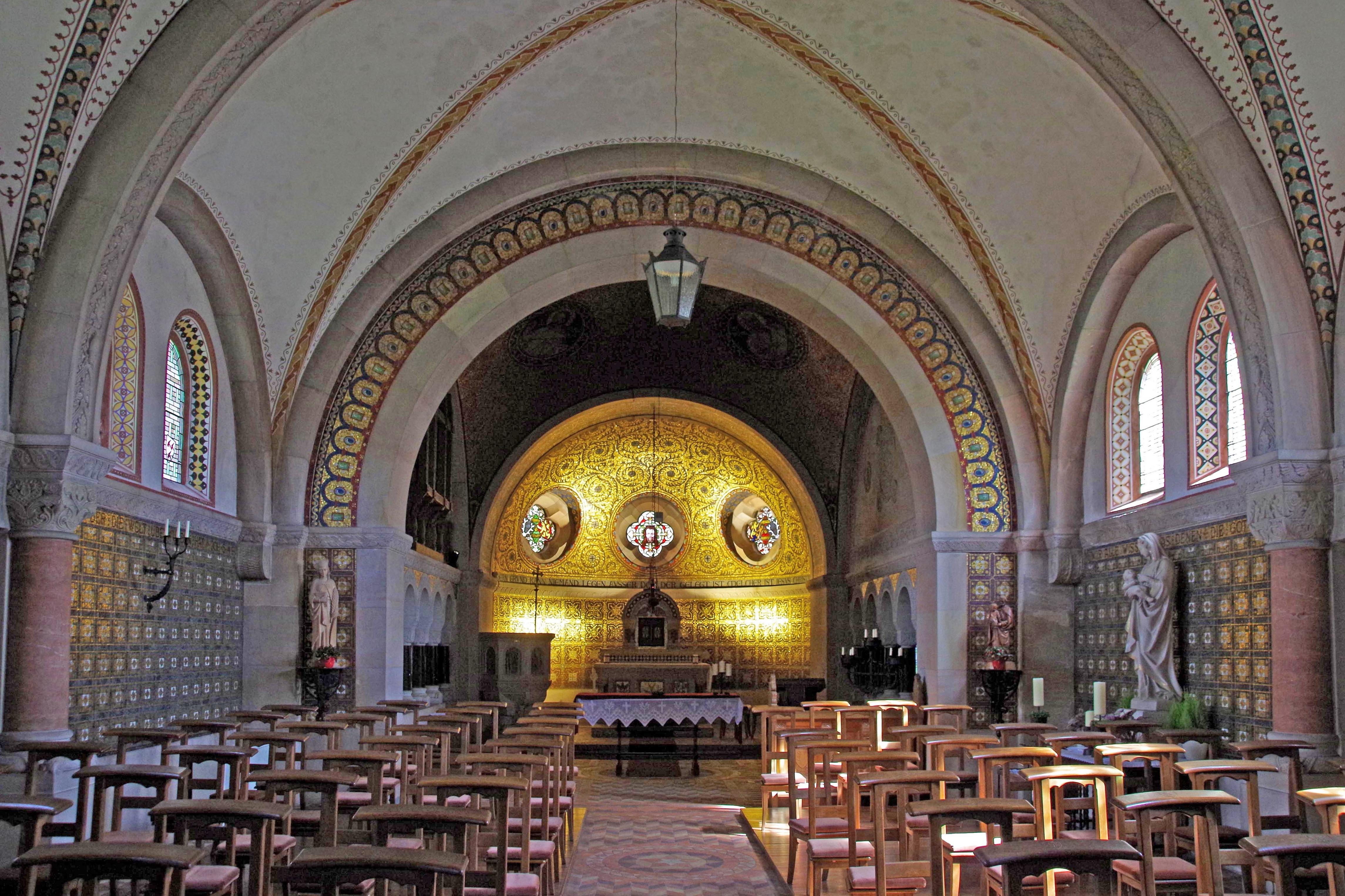
Innenraum der Erlöserkirche Mirbach

Die Erlöserkirche Mirbach ist die katholische Kirche des kleinen Eifelortes Mirbach, einem Ortsteil der Gemeinde Wiesbaum. Sie wurde von Ernst Freiherr von Mirbach, dem Kammerherrn und Freund Kaiser Wilhelms II. 1902 errichtet. Der Kirchenbau gilt als „bemerkenswerter Beitrag zur neuromanischen Bauepoche in der Eifel“ und ist ein Musterbeispiel des wilhelminisch-neostaufischen Historismus.

## Stifterfamilie
Die Familie Mirbach stammte aus der Eifel, ohne noch im 19. Jahrhundert persönliche Bindungen dorthin zu haben. Wie andere im preußischen Oberhaus vertretene Adlige (vgl. Engelbert-Maria von Arenberg, dem Wilhelm II. persönlich Schloss Nordkirchen als „standesgemäße“ Residenz vermittelte), suchte Mirbach nach historischen Wurzeln und ließ auf dem benachbarten Hügel eine Pseudo-Burgruine und daneben in selten schöner Position über der Hocheifellandschaft die Pfarrkirche errichten.
Die Familie von Mirbach war evangelisch, baute aber hier in katholischem Umfeld für eine kleine Eifelgemeinde. Ernst von Mirbach war Vorsitzender des Evangelischen Kirchenbauvereins in Berlin. Anlass für die Stiftung war wohl der Tod einer Tochter, Anlass für das gewählte Patrozinium war die Vollendung der Erlöserkirche in Jerusalem (1898).

## Baugeschichte

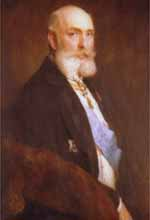
Ernst Freiherr von Mirbach - Erbauer der Erlöser-Kapelle in Mirbach

Entwurf und Pläne entstanden nach eigenen Ideen Ernst von Mirbachs, die Durchführung übertrug man dem Architekten Max Spitta in Berlin, der aber ein Jahr später am 12. Dezember 1902 verstarb. Neuer Bauleiter wurde Franz Schwechten, der Erbauer der Kaiser-Wilhelm-Gedächtniskirche in Berlin, der vor allem für die innere Gestaltung verantwortlich zeichnete.
Der Bau wurde „von seiner Majestät dem Kaiser Wilhelm II. im Jahre 1898 allergnädigst gestattet und die Pläne von Allerhöchstdemselben am 8. März 1899 geprüft und genehmigt“. Gebaut wurde ausdrücklich im „altdeutschen Style“. Finanziert wurde die Unternehmung durch Stiftungen von Angehörigen verschiedener Mirbacher Linien, Mitgliedern des Evangelisch-Kirchlichen Hilfsvereins und des Evangelischen Kirchenbauvereins in Berlin. Zuletzt beteiligte sich gar das Kaiserpaar „sowie noch andere freundliche Donatoren“. Als Eigentum der evangelischen Familie von Mirbach wurde die Erlöserkirche der katholischen Filialgemeinde Mirbach zur Verfügung gestellt. Sie war tatsächlich mehr Familiendenkmal als Gotteshaus, die Gemeinde hatte weder Bedarf nach einem eigenen Kirchengebäude (schon gar nicht einem derart aufwändigen) noch die Mittel zu seiner Unterhaltung.
Am 9. April 1902 wurde mit dem Bau begonnen. Die Weihe als Erlöserkapelle durch den Trierer Generalvikar Reuß erfolgte nach einem Gedenkstein beim Portal am 25. September 1903.
v. Mirbach lobte den Bau als „ein Kunst- und Meisterwerk ersten Ranges, an dem man an jeder einzelnen Stelle die Liebe und Sorgfallt erkennt, die darauf verwendet wurde“. Ernst von Oidtman kritisierte 1913: „Der Eifeldom, die Erlöserkapelle, mache den Eindruck einer aufgedonnerten Berlinerin, welche zwischen Eifelkindern in ihren althergebrachten Trachten geraten ist“. Wilhelm II. besuchte am 20. Oktober 1906 die Kapelle und telegrafierte begeistert an von Mirbach in Berlin: „Ich habe mich über Ihre Kapelle in Mirbach sehr gefreut, ich finde den Bau sehr gelungen und gratuliere Ihnen dazu“. Der Besuch blieb nicht ohne Folgen, denn die Erlöserkapelle in Mirbach wurde Anlass für den Bau der Erlöserkirche in Gerolstein. „Der Bau der Erlöserkapelle für die Katholiken macht es gewissermaßen zu Pflicht, auch für die noch bedürftigeren Evangelischen ein schönes Gotteshaus errichten zu lassen“. Dieses wurde auf Initiative des Kaisers 1911 bis 1913 in Gerolstein auf dem kaiserlichen Krongut Villa Sarabodis errichtet. Vorbild war die Mirbacher Kapelle; dies auch für die ebenfalls von Wilhelm II. finanzierte Evangelische Kapelle in Madrid.
Die Nachkriegszeit brachte Probleme mit sich. Mirbach war nur eine arme Filialgemeinde. Dessen war sich Ernst von Mirbach auch bewusst. Die Kapelle und die gesamte Ausstattung blieben daher Eigentum des Freiherrn von Mirbach. Der sicherte weitsichtig die Kosten für die zukünftige Unterhaltung des Baus aus Zinsen eines in Wertpapieren angelegten Baufonds. Infolge des Krieges und der folgenden Inflation wurden aber solche Wertpapiere wertlos. Auch die Familie von Mirbach verfügte nicht mehr über die nötigen Mittel und war zudem ausdrücklich nicht zur laufenden Unterhaltung verpflichtet. Da auch die Pfarr- bzw. Filialgemeinde ohne Mittel dastand, mussten notwendige Reparaturen im Lauf der Zeit immer wieder vertagt werden, es kam zu dauernden Schäden und die Kapelle verfiel. Der Sohn des Erbauers schenkte die Kapelle 1956 der Pfarrgemeinde Wiesbaum-Mirbach. Die Unterhaltspflicht obliegt per Vertrag der Zivilgemeinde. Mit Unterstützung durch Landkreis, Land und Bistum wurde die Kapelle 1956 bis 1959 und nochmals 1974/75 durchgreifend renoviert.

## Ausstattung
Mit der Erlöser-Kapelle ließ von Mirbach eine Kirche errichten, die wie andere Kirchen auch wegen ihrer imposanten Art als Eifeldom bezeichnet wurden. Der Bau zitiert historisches, war aber auch Sinnbild der neuen kaiserlichen Zeit. Der giebelbekrönte Vierungsturm gleicht St. Peter in Sinzig. Die Querhäuser sind Privatkapellen der Stifter, die Erlöserkapelle eine Schlosskapelle ohne Schloss.
Die prunkvollen, handwerklich exquisiten Mosaiken stammen von August Oetken (1868–1951), dem führenden Mosaizisten der Zeit. Die Erlöserkapelle Mirbach steht durch ihre hochrangigen Künstler auf derselben künstlerischen Höhe mit zahlreichen zeitgenössischen nationalen und internationalen Bauwerken des Historismus. Tatsächlich hatten die Architekten und der Mosaik-Künstler zusammen mit der Firma Puhl & Wagner aus Berlin zusammen schon an der Kaiser-Wilhelm-Gedächtniskirche gearbeitet. August Oetken arbeitete zeitgleich mit der Ausgestaltung der Erlöserkapelle an der Mosaizierung der „Elisabeth-Kemenate“ (1902–1906) auf der Wartburg in Thüringen, seinem bis heute berühmtesten Werk. Mit dem Architekten Spitta hatte Oetken schon 1897/1898 zusammengearbeitet, als er den heute zerstörten ersten Altar der Abtei Maria Laach schuf, den reich mit Mosaiken geschmückten sog. „Kaiser-Altar“. Ebenfalls mit Spitta hatte er kurz vor der Erlöserkapelle Mirbach 1900/1901 den Kaiserbrunnen (heute: Deutscher Brunnen in Istanbul (Konstantinopel)) geschaffen. Mit dem Architekten Franz Schwechten, der die Erlöserkapelle vollendete, hatte Oetken auch noch den König-Wilhelm-Turm (heute: Grunewaldturm) zusammengearbeitet. Mit der Erlöserkirche in Gerolstein ist die Erlöserkapelle stilistisch und künstlerisch neben dem gleichen Architekten Schwechten auch dadurch verbunden, dass der dortige Mosaik-Künstler und „Kaiser-Maler“ Friedrich Schwarting (1883–1918) wie August Oetken nicht nur aus Oldenburg, sondern auch aus dem Atelier und der Schule Hermann Schapers (1853–1911), dem Mosaizisten u. a. des Aachener Domes, stammte.
Gleiches gilt für die feinen Bildhauerarbeiten von Rudolf Bauer, ein imperiales Schau- und Glanzstück, gewissermaßen von der Spree an die Kyll versetzt. Dabei ist die Mini-Kathedrale im Kern ein schlichter Ziegelbau. Der anscheinend massive Tuffstein ist nur romanisierende Verblendung. Dem Eintretenden signalisiert er aber ebenso wie das massive Eichenportal von ungewöhnlicher Qualität die Festigkeit der Gottesburg.
Auf einer Seitenempore steht die pedallose, sechsregistrige Pfeifenorgel, ein Geschenk des Hoforgelbauers Wilhelm Sauer aus Frankfurt (Oder). Eine Seltenheit, da dieser Orgelbauer sonst nicht in der Eifel tätig war.

Ausstattung der Erlöserkapelle (Mirbach)
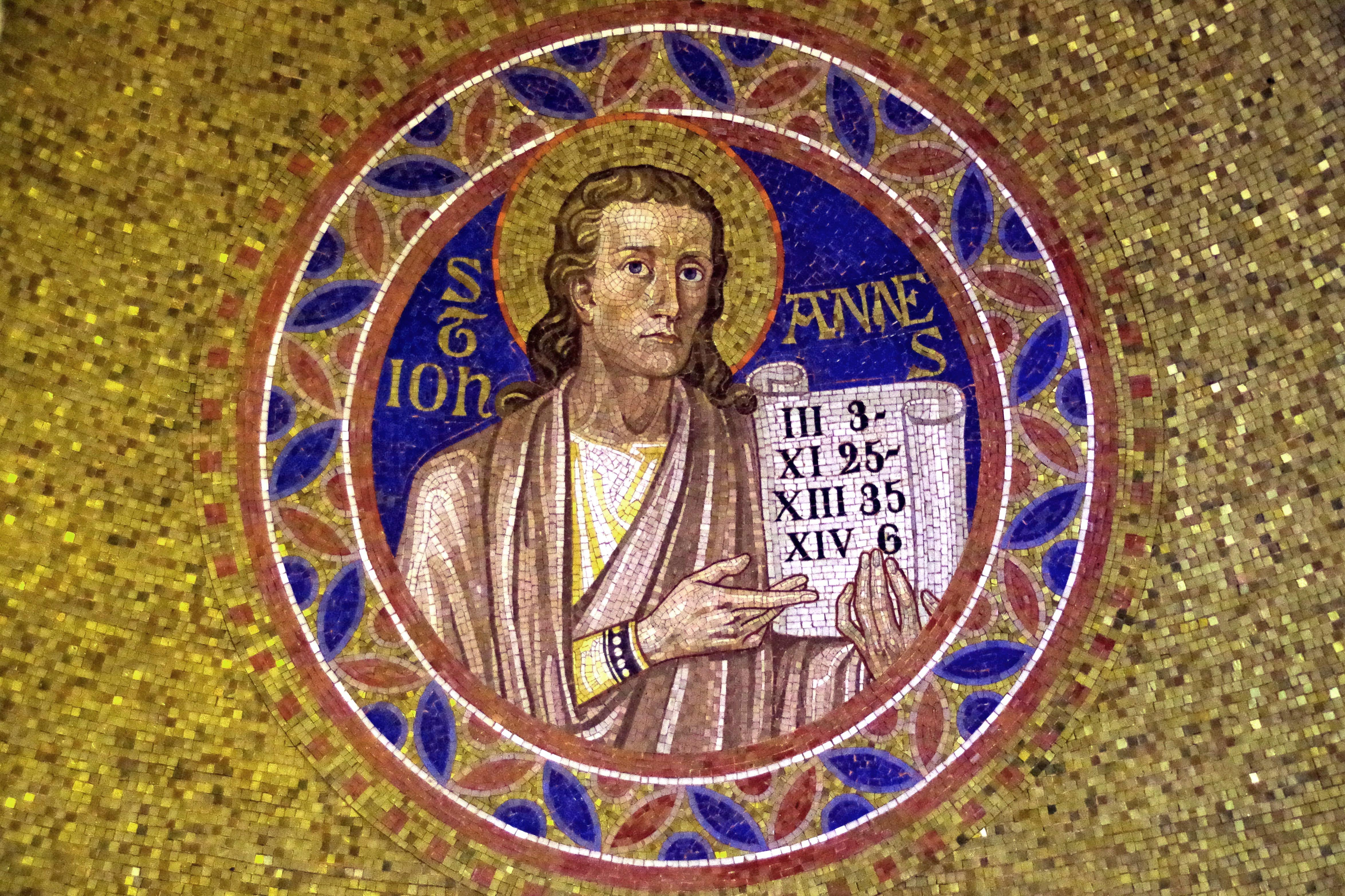
Mosaik von August Oetken
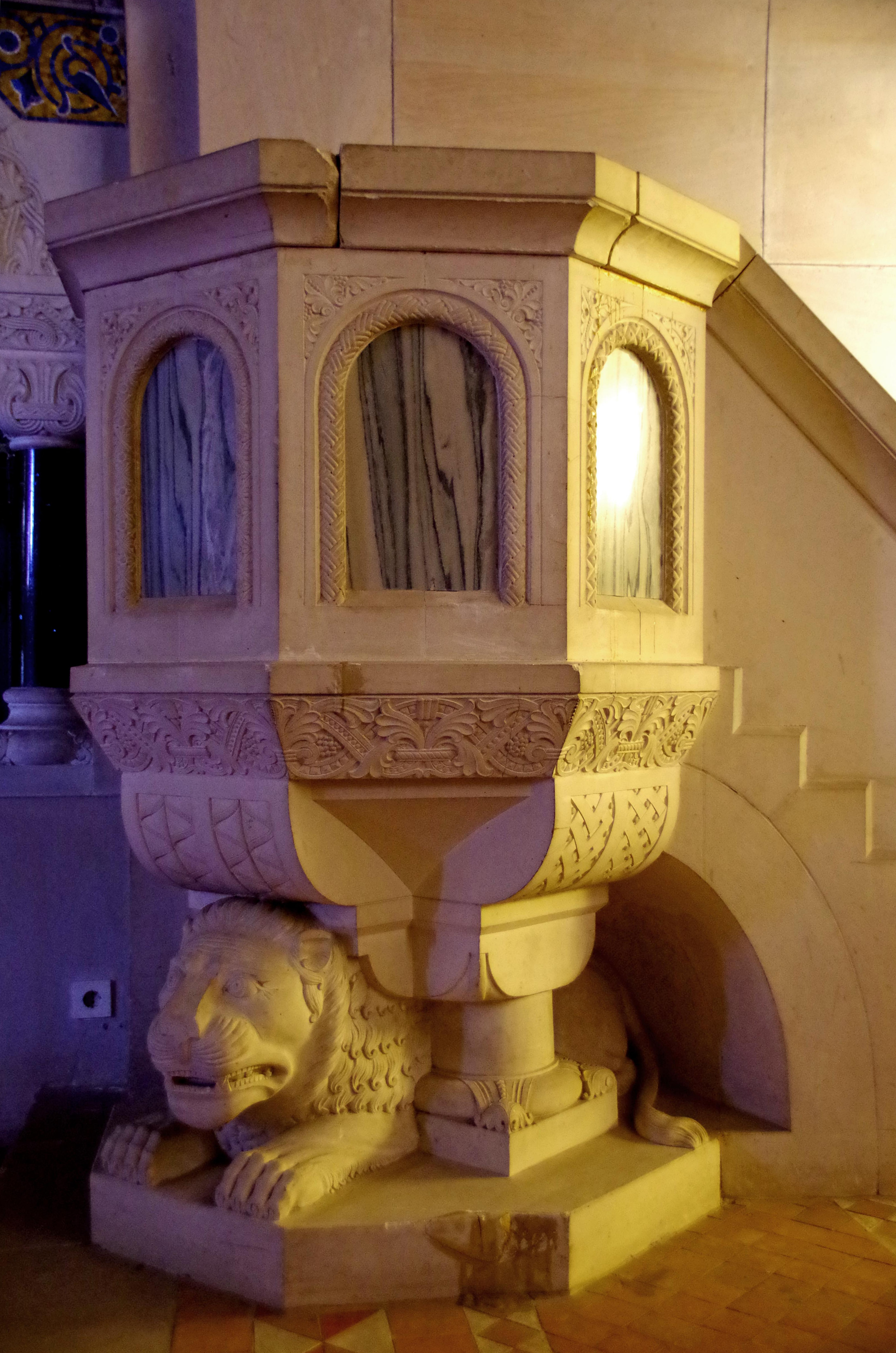
Kanzel
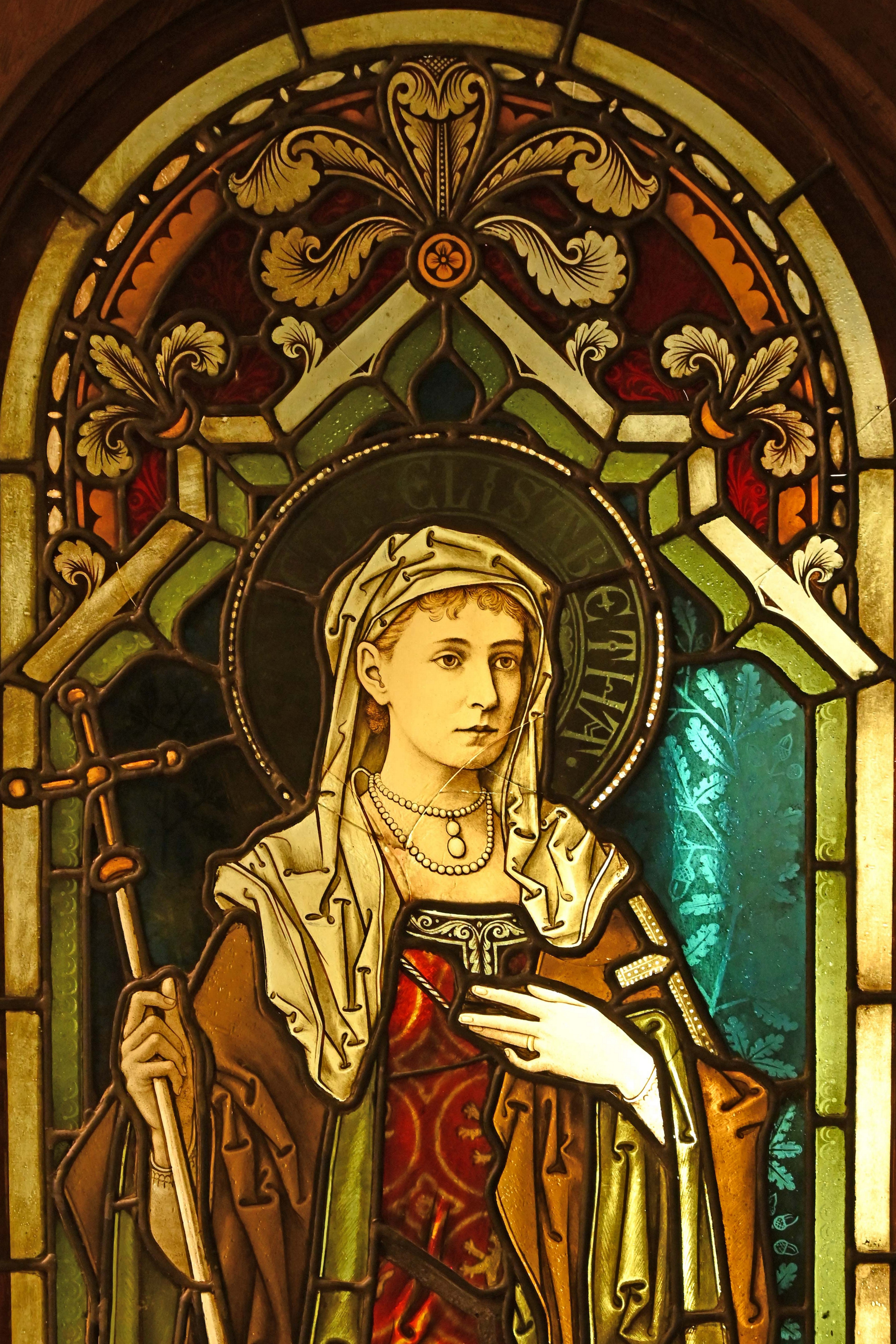
Fenster St. Elisabeth
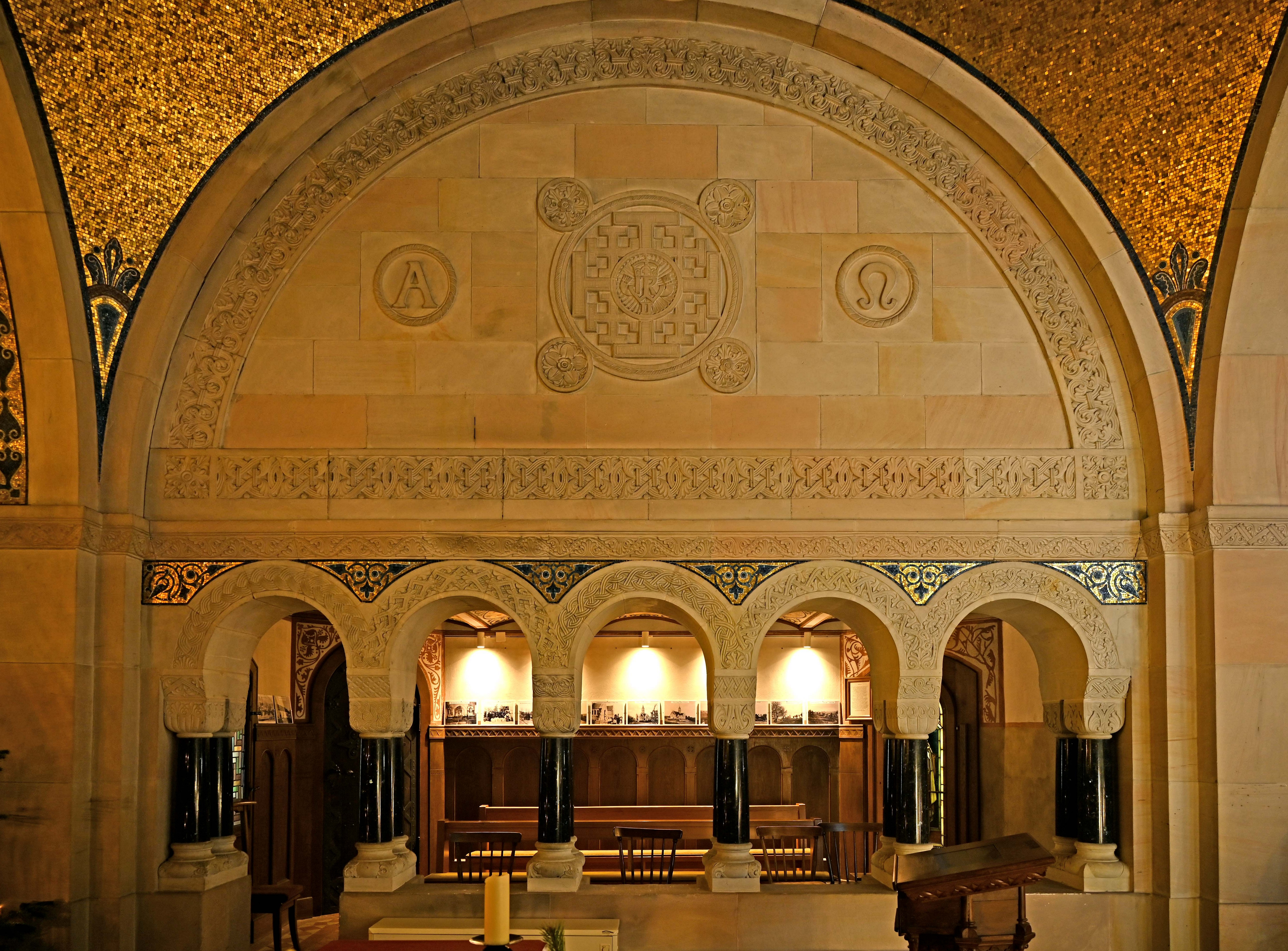
Familienloge
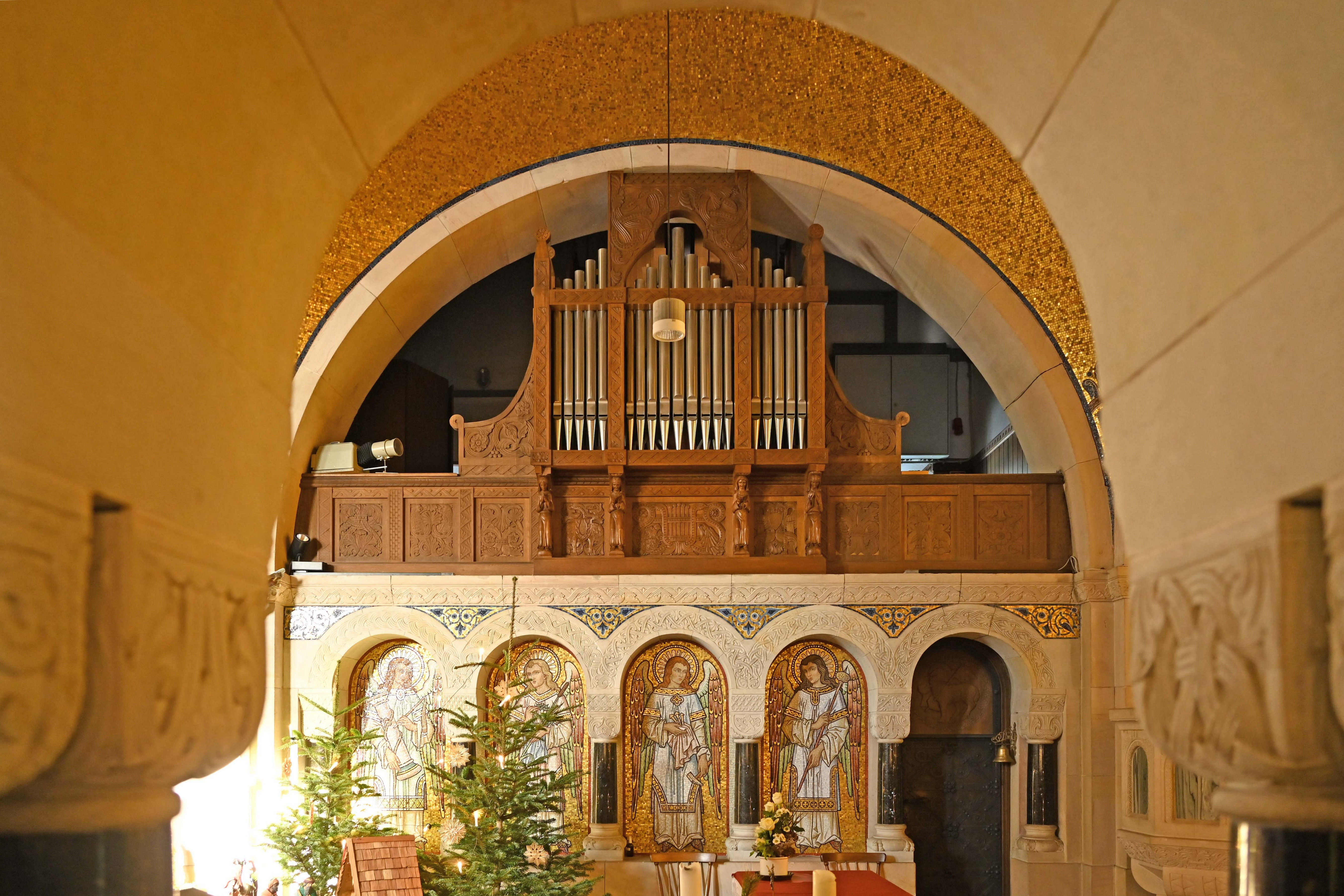
Orgel von Hoforgelbauer W. Sauer
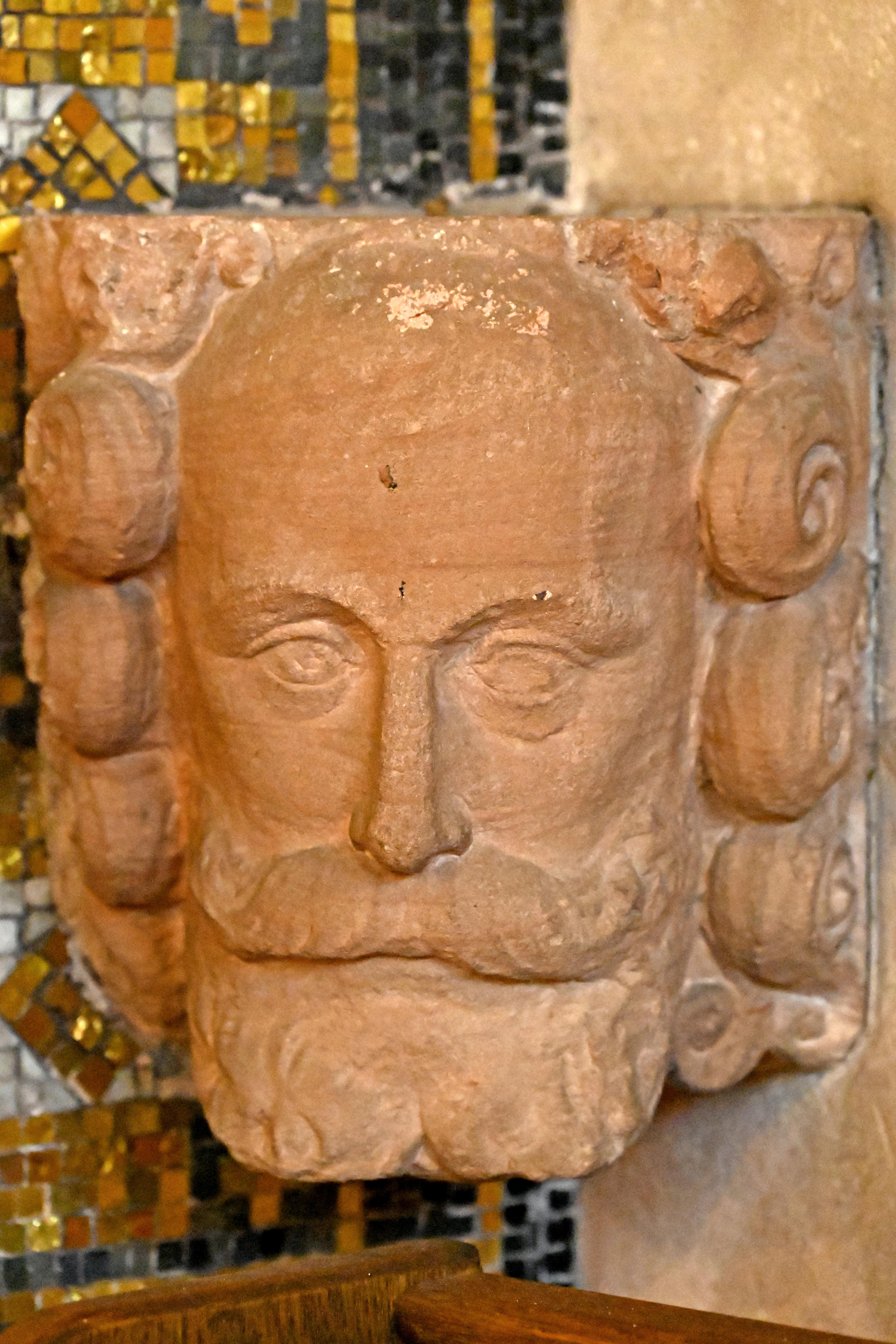
Freiherr von Mirbach
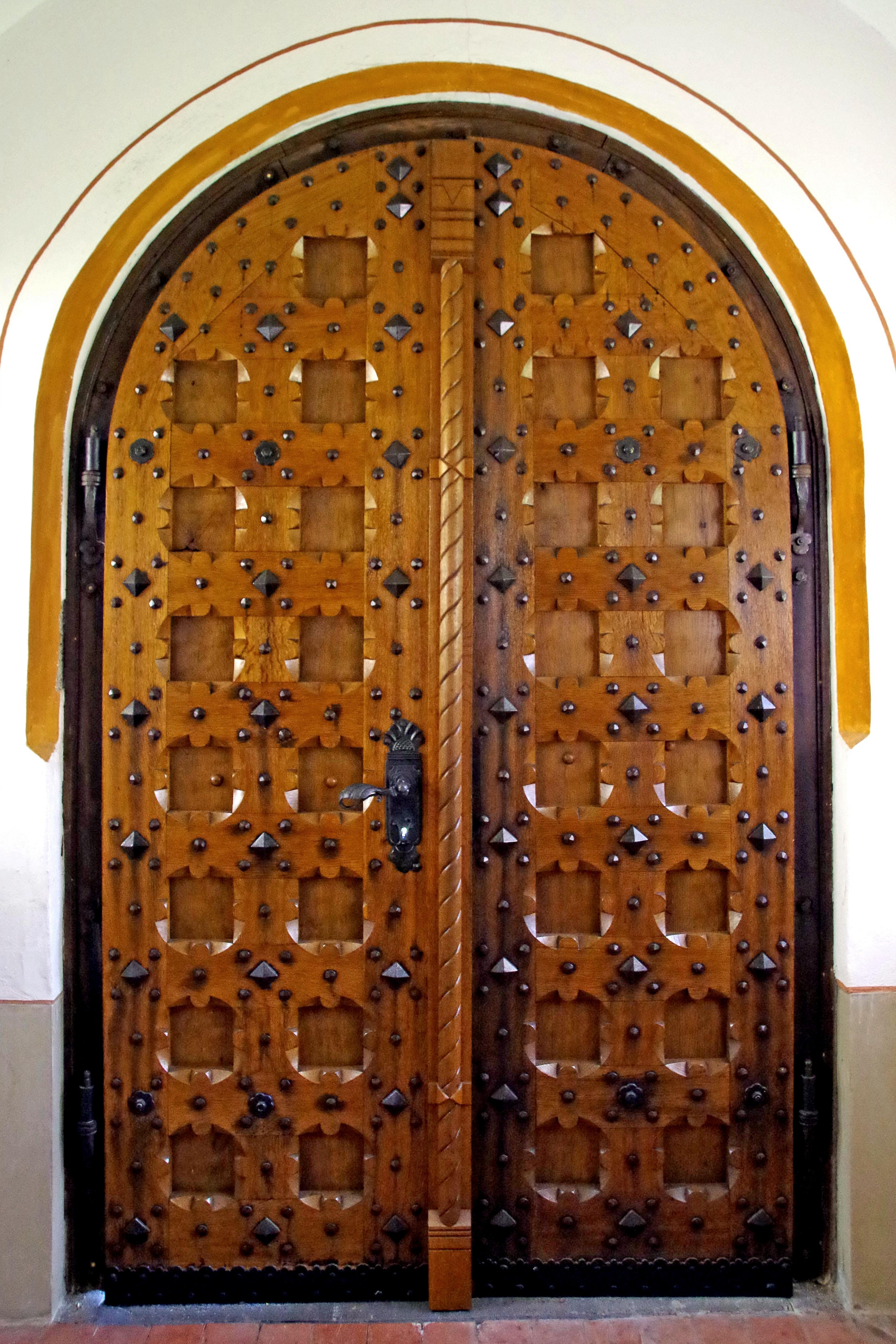
Eichenportal